# Polcz Alaine
Polcz Alaine (ejtsd: [polc alen]) (Kolozsvár, 1922. október 7. – Budapest, 2007. szeptember 20.) magyar pszichológus, író, a tanatológia (a halál és gyász kutatása) magyarországi úttörője, a Magyar Hospice Mozgalom, majd alapítvány életre hívója, Mészöly Miklós Kossuth-díjas magyar író felesége.

## Élete
Tizenkilenc évesen ment először férjhez. A második világháborúban megsebesült, a klinikai halál állapotába került, miután borzalmas szenvedéseken ment keresztül szovjet katonák folyamatos, csoportos erőszaktétele, kínzása és a nélkülözés miatt. A házassága is felbomlott; ez és a háború borzalmai egész életén nyomot hagytak.
1949-ben végzett az ELTE Bölcsészettudományi Karán, pszichológia szakon. Ugyanebben az évben másodszor is férjhez ment, Mészöly Miklós íróhoz, akivel házassága 2001-ig, férje haláláig tartott.
Pályája kezdetén elmebetegekkel folytatott művészeti terápiát, később játékdiagnosztikával foglalkozott. 1970-től a Tűzoltó utcai II. Számú Gyermekklinikán dolgozott, ahol a nagyon súlyos beteg és haldokló gyermekek és hozzátartozóik pszichológusa volt. 1976-ban Magyarországon elsőként hozott létre klinikai osztályon játszószobát, illetve külön szobát a szülők számára. 1991-ben hozta létre a Magyar Hospice Alapítványt.

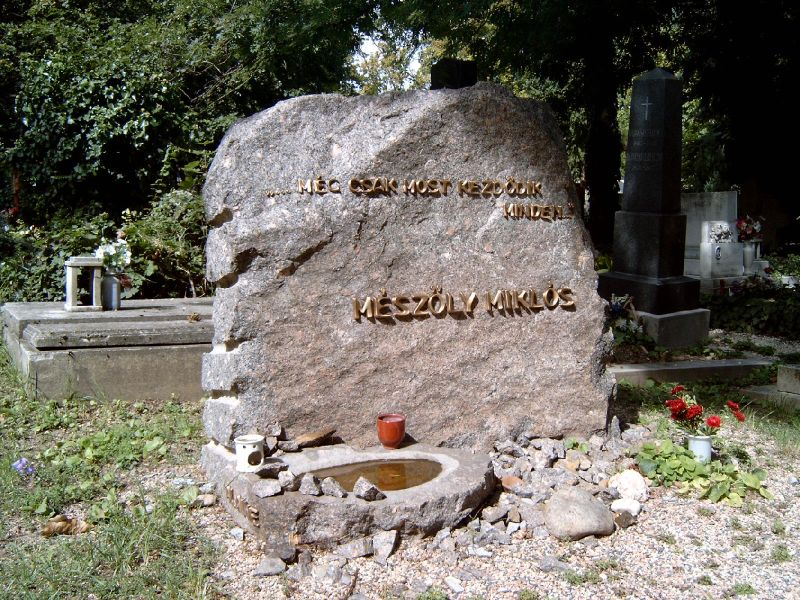
Férjével közös sírja a Farkasréti temetőben (9/B-1-1/2)

## Művei
Számos könyve foglalkozik a halál problémakörével, ezenkívül a pszichológiával, életvezetési kérdésekkel, a hozzá közel állókkal, az esszétől a regényig terjedő műfajban.
- A „kisoroszlán-játék” mint diagnosztikai és terápiás eszköz (1962)
- A bábjáték alkalmazása a gyermekpszichodiagnosztikában és pszichoterápiában (1966)
- Bábjáték és pszichológia (1966)
- Az elveszett cirmos (1966)
- Aktív játékdiagnosztika és játékterápia (1974)
- Orvosi pszichológia a gyakorlatban (1976)
- A rend és a rendetlenség az emberi cselekvésben (1987); (1996) bővített, átdolgozott kiadás ISBN 963 8336 25 0
- A halál iskolája (1989) ISBN 9631414876
- Asszony a fronton (1991) ISBN 9639312509
- Meghalok én is? A halál és a gyermek (1993)
- Macskaregény (1995)
- Éjjeli lámpa (1996)
- Ideje a meghalásnak (1998) ISBN 9639312312
- Főzzünk örömmel (1998)
- Világjáték (1999)
- Az életed, Bíró Berta (2000)
- Leányregény (2000)
- Gyászban lenni (2000) ISBN 963931207X
- Élet és halál titkai (2001) ISBN 9639312002
- Gyermek a halál kapujában (2001) ISBN 9639312231
- Karácsonyi utazás (2002)
- Kit siratok? Mit siratok? részlet (2003)
- A rend és a rendetlenség (2004) ISBN 9638336641
- Kit szerettem? Mit szerettem? (2004)
- Együtt az eltávozottal (2005)
- Egész lényeddel (2006)
- Beer Miklós–Polcz Alaine–Sajgó Szabolcs: Élet, hit, lélek; Éghajlat, Bp., 2007 (Manréza-füzetek)
- Polcz Alaine–Bitó László: Az utolsó mérföld. Beszélgetés életről, halálról, testről és lélekről; előszó Nádas Péter; Jelenkor, Pécs, 2007
- Karácsonyi utazás (2007) ISBN 9789636764296
- Ideje az öregségnek (2008) ISBN 978-963-676-439-5
- Nem trappolok tovább (2008) ISBN 978-963-676-442-5
- Befejezhetetlen – Könyv a szerelemről (2009) ISBN 978-963-676-466-1
- Két utazás Erdélyben. Útijegyzetek, 1989; Jelenkor, Pécs, 2010 (Polcz Alaine művei)
- Álomnapló, 1961–2007; Jelenkor, Pécs, 2012 (Polcz Alaine művei)
- Macskaregény; 3. jav. kiad.; Jelenkor, Bp., 2016 (Polcz Alaine művei)
- A bilincs a szabadság legyen. Mészöly Miklós, Polcz Alaine levelezése 1948–1997; Nádas Péter esszéjével, sajtó alá rend., jegyz., utószó Nagy Boglárka; Jelenkor, Bp., 2017
- Az utolsó mérföld. Polcz Alaine és Bitó László beszélgetése életről, halálról, testről és lélekről. Bitó László tizenkét éves visszatekintése; 2. bőv. kiad.; Noran Libro, Bp., 2019
- Egész lényeddel; 3. jav. kiad.; Jelenkor, Bp., 2019 (Polcz Alaine művei)
- Leányregény; 3. jav. kiad.; Jelenkor, Bp., 2020 (Polcz Alaine művei)
- Szorongatott idill. Nemes Nagy Ágnes, Lengyel Balázs, Plocz Alaine, Mészöly Miklós levelezése, 1955–1997; sajtó alá rend., jegyz., utószó Hernádi Mária és Urbanik Tímea; Jelenkor, Bp., 2021
- Magam világa. Emlékkönyv a szerző születésének 100. évfordulójára; összeáll. Ablonczy Anna; Jelenkor, Bp., 2022

## Alkotásai, találmányai

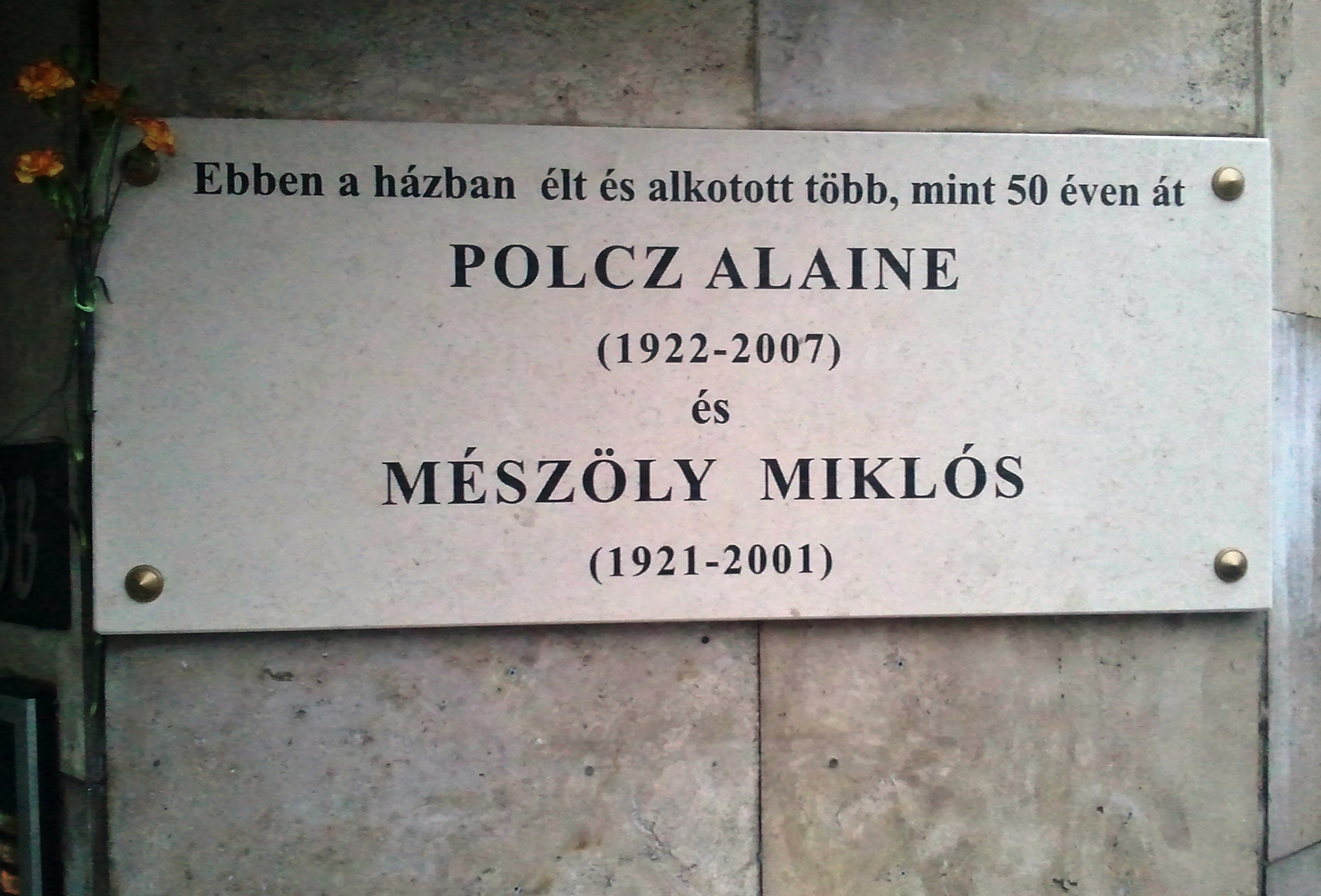
Emléktáblája,
Városmajor utca 48/a

Pszichológusok széles köre alkalmazza Polcz Alaine játékdiagnosztikai módszereit, mellyel a Világjáték szceno-bábteszt alapjait fektette le. Alaine életének kettősségét mutatja, hogy míg a halál pszichológiájáról ismeri őt a szakma, addig a gyermekpszichológia területén éppen olyan jelentős a munkássága.
Élete egyik utolsó gyermekpszichológiai alkotása a Világjáték „folytatása”, tökéletesítése – egy szceno-bábteszt, amely megfelel a gyermek vizuális beállítottságának, tehát képszerű, dramatikus, jelképes, biztosítja az érzelmek kivetítését és lereagálását. Funkciójában hasonlít a Báb-, illetve Világjátékhoz, hiszen segíti a gyermek világának megismerését, megfigyelőképességét, találékonyságát. Fejleszti alkalmazkodóképességét, amikor a játékot segítő felnőttel együtt játszik, segíti a gátoltság, félénkség feloldását. A játékfigurákkal a gyermek azonosul, egy-egy figura tág lehetőséget ad az identifikációra.

## Díjai
- 1991 – az Asszony a fronton c. regénye Az Év Könyve
- 1992 – Déry Tibor-jutalom
- 2001 – A Magyar Köztársasági Érdemrend középkeresztje